# 费利克斯多夫
费利克斯多夫是奥地利下奥地利州维也纳新城城郊县的一个市镇。总面积2.48平方公里，总人口4281人，人口密度1726.2人/平方公里（2005年）。